# آ.گ وزر
شرکت سهای عام وزر " به آلمانی Aktien-Gesellschaft "Weser و به اختصار آ. گ وزر (AG Weser)  یکی از شرکت‌های بزرگ کشتی سازی آلمانی بود که در کنار رودخانه وزر در برمن واقع شده بود.
این شرکت در سال ۱۸۷۲ تأسیس شد و سرانجام در سال ۱۹۸۳ بسته شد. در مجموع، آ. گ وزر در حدود ۱۴۰۰ انواع کشتی، از جمله بسیاری از کشتی‌های جنگی را تولید نمود.
آ. گ وزر یکی از شرکت‌های پیشرو در (شرکت آلمانی ساخت کشتی و ماشین آلات (سهامی عام)) «دویچه شیف آوند ماشینن باو آ. گ») بود. شرکتی که در بین سالهای ۱۹۲۶ الی ۱۹۴۵ دارای هشت شرکت کشتی سازی بود.